# یواس‌اس فینچ (ای‌ام-۹)
یواس‌اس فینچ (ای‌ام-۹) (به انگلیسی: USS Finch (AM-9)) یک کشتی بود که طول آن ۱۸۷ فوت ۱۰ اینچ (۵۷٫۲۵ متر) بود. این کشتی در سال ۱۹۱۸ ساخته شد.